# Dekanat Coburg
Dekanat Coburg – jeden z 21 dekanatów rzymskokatolickiej archidiecezji bamberskiej w Niemczech. Swoim zasięgiem obejmuje parafie znajdujące się w północno-zachodniej części archidiecezji bamberskiej. 
Według stanu na październik 2016 w skład dekanatu wchodziło 10 parafii rzymskokatolickich. 
Dziekanem jest Roland Huth, proboszcz parafii św. Augustyna w Coburg znajdującej się pod adresem Festungsstraße 2, 96450 Coburg.

## Lista parafii
Źródło:
| Lp. | Miejscowość         | Parafia                                     | Grafika | Kościół                                                | Adres                                |
| --- | ------------------- | ------------------------------------------- | ------- | ------------------------------------------------------ | ------------------------------------ |
| 1   | Autenhausen         | Parafia św. Sebastiana                      |         | Kościół św. Sebastiana w Autenhausen                   | Pfarrgasse 111 96145 Seßlach         |
| 2   | Bad Rodach          | Parafia św. Marien                          |         | Kościół św. Marien w Bad Rodach                        | Adelhäuser Straße 1 96476 Bad Rodach |
| 3   | Coburg              | Parafia św. Augustyna                       |         | Kościół św. Augustyna w Coburg                         | Festungsstraße 2 96450 Coburg        |
| 4   | Coburg              | Parafia św. Marien                          |         | Kościół św. Marien w Coburg                            | Spittelleite 40 96450 Coburg         |
| 5   | Ebersdorf           | Parafia św. Ottona                          |         | Kościół św. Ottona w Ebersdorf                         | St.-Otto-Straße 10 96237 Ebersdorf   |
| 6   | Kaltenbrunn         | Parafia św. Wolfganga                       |         | Kościół św. Wolfganga w Kaltenbrunn                    | Pfarrgasse 111 96145 Seßlach         |
| 7   | Neundorf            | Parafia Narodzenia Najświętszej Maryi Panny |         | Kościół Narodzenia Najświętszej Maryi Panny w Neundorf | Pfarrgasse 111 96145 Seßlach         |
| 8   | Neustadt bei Coburg | Parafia św. Ottilia                         |         | Kościół św. Ottilia w Neustadt bei Coburg              | Am Moos 1 96465 Neustadt bei Coburg  |
| 9   | Rödental            | Parafia św. Jadwigi Śląskiej                |         | Kościół św. Jadwigi Śląskiej w Rödental                | St.-Hedwig-Straße 1a 96472 Rödental  |
| 10  | Seßlach             | Parafia św. Jana Chrzciciela                |         | Kościół św. Jana Chrzciciela w Seßlach                 | Pfarrgasse 111 96145 Seßlach         |